# Église Saint-Pierre de Vert-la-Gravelle

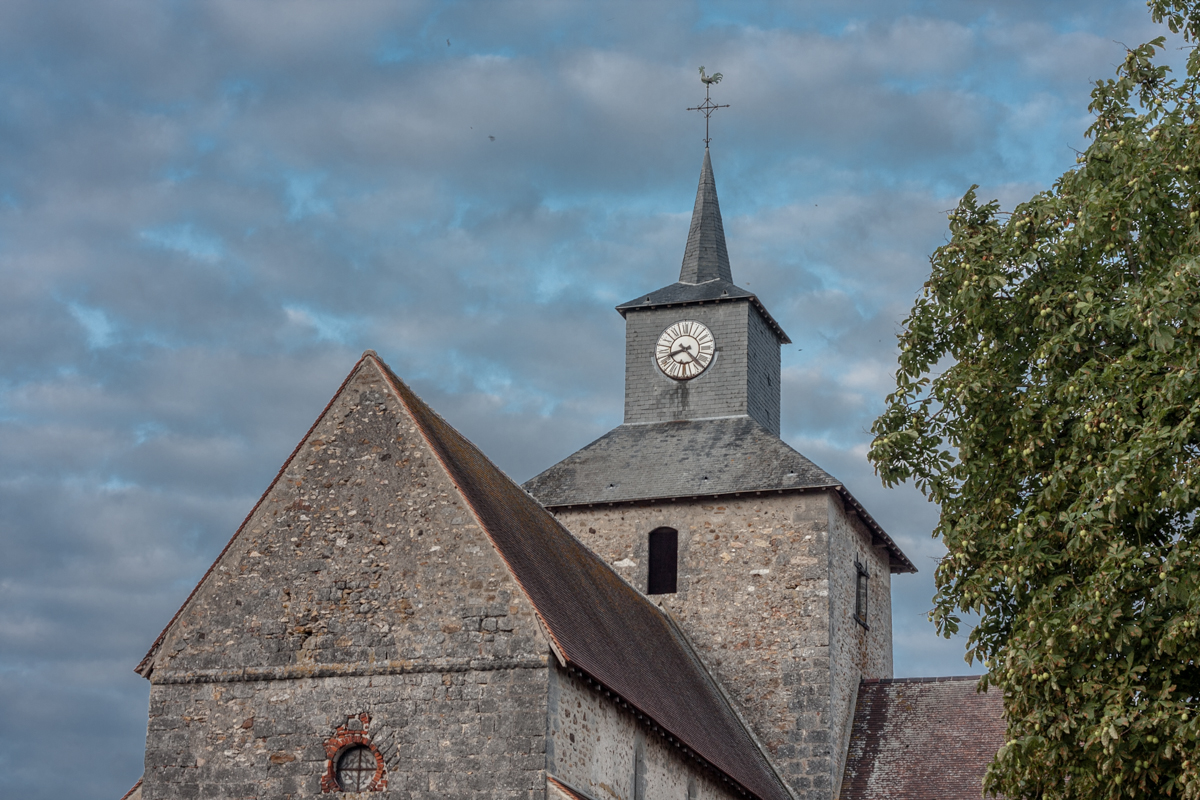
Clocher de l'église Saint-Pierre de Vert-la-Gravelle.

Pour les articles homonymes, voir Église Saint-Pierre.
L'église de Vert-Toulon  est une église gothique construite au XIIe siècle, dédiée à saint Pierre et située dans la Marne .

## Historique
L'église Saint-Pierre remonte au XIIe siècle. De style roman, elle est classée aux Monuments Historiques.

## Architecture
La nef est à trois vaisseaux et son chœur surmontée d'une tour et a une abside à trois pans. La pièce à droite du chœur a été transformée en chapelle seigneuriale entre 1500 et 1510. Les grandes arcades de la nef pourraient être les plus anciennes de l'église ou une construction dans un style archaïque copiant les basiliques pré-romanes. Le portail présente de très belles sculptures des chapiteaux. 
Des peintures murales des XIVe et XVIe siècles représentent un triomphe de l’Église, un baptême du Christ, saints Blaise, Barthélémy, Remy et Roch. La clé-de-voûte porte le blason du dauphin, fils aîné de François Ier.